# Atmosfera zero
Atmosfera zero (títol original en anglès: Outland) és una pel·lícula de ciència-ficció estatunidenca escrita i realitzada per Peter Hyams, estrenada el 1981, amb Sean Connery, Peter Boyle i Frances Sternhagen. Aquesta pel·lícula ha estat doblada al català.
La pel·lícula, l'acció de la qual té lloc a Io, lluna de Júpiter, està rodada com si es tractés d'un western espacial i presenta semblances temàtiques amb Sol davant el perill.
En la seva estrena, Atmosfera zero trobà una rebuda tèbia per part de les crítiques professionals i no fou objecte d'un veritable èxit comercial a taquilla. Això no obstant, obtingué una nominació per l'Oscar al millor so l'any 1982. La pel·lícula fou nominada també a sis Premis Saturn el mateix any, assolint finalment el premi al millor segon paper femení per Frances Sternhagen.

## Argument
En un futur llunyà, en una colònia minera d'una lluna de Júpiter, un xèrif investiga una sèrie d'incidents relacionats amb un cas de tràfic de droga, posant la seva vida en perill i havent de lluitar per sobreviure.

## Repartiment
- Sean Connery: O'Niel
- Peter Boyle: Sheppard
- Frances Sternhagen: Lazarus
- James Sikking: Montone
- Kika Markham: Carol
- Clarke Peters: Ballard
- Steven Berkoff: Sagan
- Hal Galili: Nelson
- John Ratzenberger: Tarlow
- Angus MacInnes: Hughes
- Angelique Rockas: Dona de Manteniment

## Producció

### Desenvolupament
Atmosfera zero està clarament inspirada en la pel·lícula Sol davant el perill (1952) de Fred Zinnemann, amb Gary Cooper. En aquesta, un xèrif veu la seva execució programada per quatre malfactors i no pot comptar amb cap dels habitants de la ciutat que, per deixadesa o per interès, resten passius,.

### Casting
Sean Connery fou escollit per encarnar el protagonista de la història, el Marshal William T. O'Niel. Treballant sobre el guió, l'actor escocès aporta algunes idees sobre el caràcter del personatge:
L'estrella havia de fer a Carros de foc un cameo important, però va haver de renunciar pel rodatge de'Atmosfera zero, que es desenvolupava al mateix moment.
El paper del metge Lazarus en principi va ser ofert a Colleen Dewhurst.

### Rodatge
El rodatge d'Atmosfera zero va tenir lloc als Estudis Pinewood, situats en el comtat de Buckinghamshire, prop de Londres, per un pressupost estimat de 16 milions de dòlars. Sean Connery va suggerir al realitzador Peter Hyams de rodar a Anglaterra abans que a Hollywood «en part perquè els mitjans tècnics eren superiors».
Però el rodatge no es va fer sense dificultats: les noves lleis fiscals no permetien a Connery treballar més de noranta dies sobre territori britànic, amb risc de ser multat. Les seves visites efectuades en escoles escoceses davant les càmeres de la BBC van escurçar considerablement el seu crèdit i les seves escenes hauran de ser rodades en dinou dies, cosa que l'obliga a abandonar Anglaterra cada cap de setmana i que no és possible cap retard.
Atmosfera zero és el primer film que utilitza el procediment IntroVision, tècnica d'efectes especials que permet actuar sobre una imatge fixa i manipular-ne la perspectiva. IntroVision permet, igualment, integrar decorats i una maqueta de grandària natural. A continuació s'insereixen els actors en el decorat.

### Rebuda

#### Crítica
En la seva estrena inicial en sales, Atmosfera zero va recollir crítiques variades: Gary Arnold del Washington Post escriu que el realitzador Peter Hyams ha adaptat la intriga de Sol davant el perill en un entorn de ciència-ficció, però que la història sembla banal. Però Michael Blowen, del Boston Globus i Desmond Ryan del The Philadelphia Inquirer han emès un comentari més favorable, Blowen anotant que Hyams desenvolupa un tema anticapitalista, Ryan, en canvi, troba que es tracta d'un brillant western de ciència-ficció i que el realitzador ha fet una pel·lícula més espantosa que Alien.
El públic sembla més favorable a Atmosfera zero - ja que obté una nota mitjana de 6,6/10 - en l'Internet Movie Database, sobre la base de 17.998 votants.

## Premis i nominacions

### Premis
- 1982: Premi Saturn a la millor actriu secundària per Frances Sternhagen, per l'Acadèmia de cinema de ciència-ficció, fantàstic i de terror

### Nominacions
- 1982: Nominació a l'Oscar del millor so.
- 1982: Premi Saturn a la millor pel·lícula de ciència-ficció
- 1982: Premi Saturn al millor actor per Sean Connery
- 1982: Premi Saturn a la millor música per Jerry Goldsmith